# Anne-Marie Miéville
Anne-Marie Miéville (* 11. November 1945 im Vallée de Joux) ist eine Schweizer Filmemacherin, Schauspielerin und Schriftstellerin, bekannt vor allem durch ihre Zusammenarbeit mit dem Regisseur Jean-Luc Godard.

## Leben
1960 zog Miéville nach Paris. Dort nahm sie zwei Schallplatten auf. 
Ende der 1960er Jahre ging sie eine filmische Arbeit ein, eine Zusammenarbeit mit Francis Reusser, mit dem sie an mehreren seiner Kurzfilme arbeitete. Später lernte sie Jean-Luc Godard kennen und war Standfotografin bei seinem Film Alles in Butter (1972), ab 1973 arbeitete sie mit ihm sowohl in Co-Regie (u. a. Ici et ailleurs) und als Co-Autorin (u. a. Numéro deux, Comment ça va). Ab 1977 realisierte sie eigene Filme, u. a. den Kurzfilm How Can I Love.
1988 wird Miévilles Langfilmdebüt Mon cher sujet in Cannes an der Semaine de la critique gezeigt. Der Film wird in Frankreich sehr positiv besprochen, in der Schweiz jedoch wenig zur Kenntnis genommen. 1994 veröffentlichte sie ihren zweiten Spielfilm Lou n’a pas dit non. Nach zwei selbständig inszenierten Kurzfilmen Mitte der 1980er schuf sie mehrere Langspielfilme.

## Filmografie
- 1973: Hier und anderswo (Ici et ailleurs) (Co-Regie mit Jean-Luc Godard)
- 1976: Six fois deux
- 1978: Comment ça va? (Co-Regie mit Jean-Luc Godard)
- 1983: How Can I Love (Kurzfilm)
- 1984: Das Buch der Maria (Le livre de Marie) (Kurzfilm)
- 1986: Soft and Hard (Co-Regie mit Jean-Luc Godard)
- 1988: Mein geliebtes Thema (Mon cher sujet)
- 1994: Lou n'a pas dit non
- 1997: Nous sommes tous encore ici
- 2000: Après la réconciliation